# تریستینا (سیتا دی کستلو)
تریستینا (به ایتالیایی: Trestina) یک منطقهٔ مسکونی در ایتالیا است که در چیتا دی کاستلو واقع شده‌است. تریستینا ۱٬۸۱۶ نفر جمعیت دارد و ۲۶۶ متر بالاتر از سطح دریا واقع شده‌است.